# Liste des évêques de Limoges

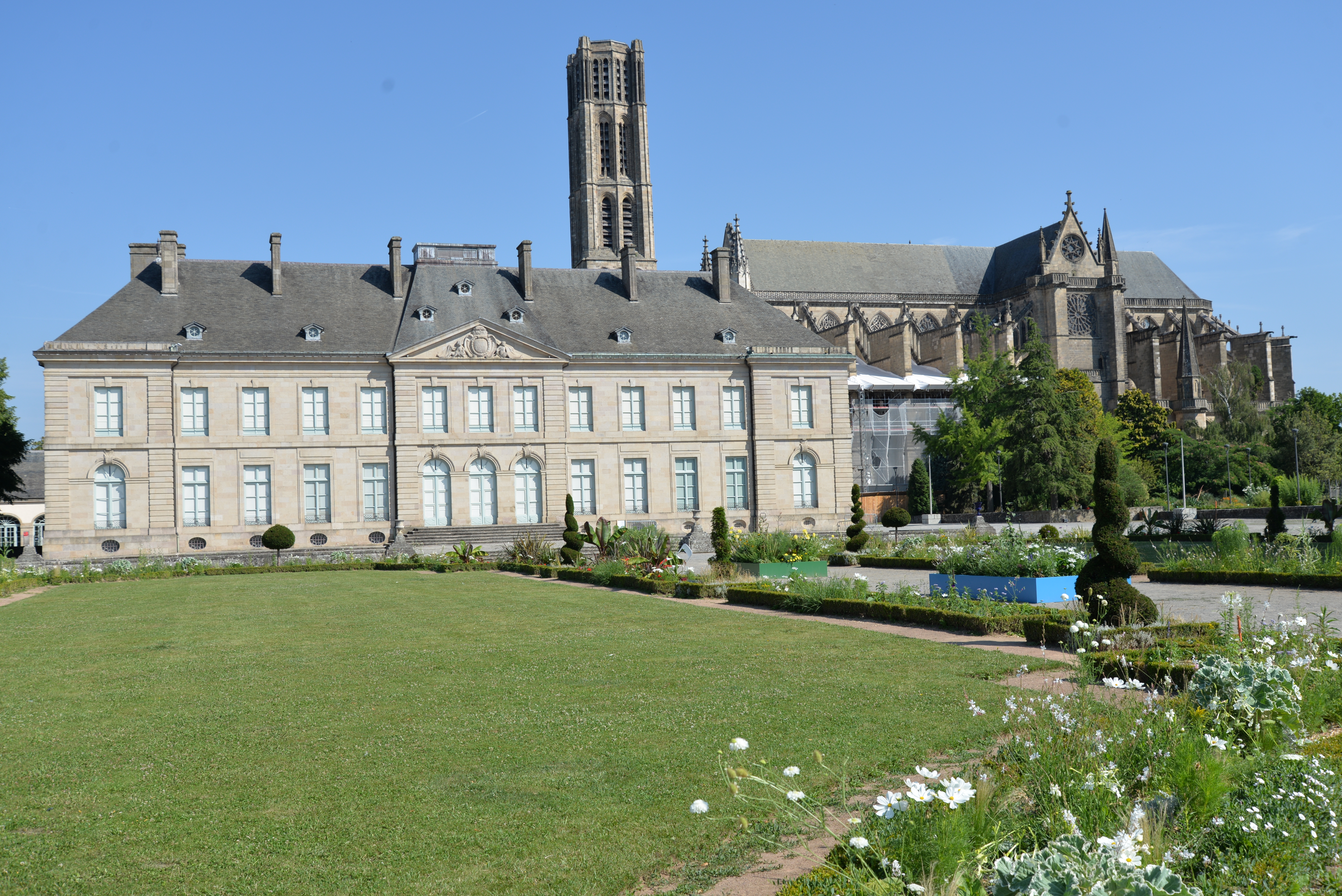
Cathédrale Saint-Étienne, jardin et musée de l'évêché.

## Évêques antérieurs à l'an Mil
La plus ancienne liste d'évêques de Limoges est due à Adémar de Chabannes, moine de l'abbaye Saint-Martial. Rédigée entre 1021 et 1034, elle situe l'arrivée de Martial au Ier siècle ; il aurait été à la tête du diocèse durant 28 ans (« Primus episcopus Lemovicensis est beatus Marcialis apostolus : sedit annis XXVIII »). 
Selon Adémar, les premiers successeurs de Martial seraient Alpiniacus, Anteliniacus, Ebulius, Atticus, etc. Les affirmations, ou plutôt les affabulations d'Adémar de Chabannes (dont le manuscrit original est conservé dans la bibliothèque de Leyde, aux Pays-Bas) ont été reprises au XVIIe siècle par Bonaventure de Saint-Amable , puis dans Gallia Christiana nuova.
Comme l'ont montré divers érudits au XIXe siècle, notamment H. de Lasteyrie, les dates mentionnées par Adémar et Bonaventure à propos de saint Martial et des premiers évêques de Limoges ne résistent pas à une élémentaire critique. Il est d'ailleurs établi qu'Adémar, dans le souci de magnifier l'évangélisateur du Limousin, n'avait pas craint de produire un faux à l'appui de ses affirmations.
Beaucoup plus fiable paraît la liste d'évêques établie en 1910 par Mgr Duchesne (voir bibliographie), que nous reproduisons ci-dessous. Elle n'est sans doute pas exempte d'omissions, ou d'erreurs, faute de sources fiables, en particulier entre le milieu du IIIe siècle, période présumée du prêche de saint Martial dans le Limousin, et l'épiscopat de Ruricius II. 
- Saint Martial, apôtre d'Aquitaine et premier évêque de Limoges
- Aurélien de Limoges, second évêque
- Adelphius, parents de Rurice de Limoges
- Hermogenianus, parents de Rurice de Limoges
- 485–507 : Rurice de Limoges ou Ruricius ou Rorice[n 3]
- attesté en 535, 541, 549 : Ruricius II[n 4]
- Exocius, siégea 5 ans, son épitaphe est connue
- mentionné en 579 et 591 : Ferréol de Limoges ou Ferreolus[n 5]
- attesté en 632 : Saint Loup[n 6]
- Simplicius
- attesté en 650 : Felix, se fait représenter au concile de Chalon (647-653)
- Rusticus
- attesté en 683 : Autsindus (Antsinus ou Antsmus)
- attesté en 696, 697, 700 : Emenus
- Agericus
- Sacerdos
- Régimpert, il est cité comme chapelain du palais du roi d'Aquitaine dans un diplôme que Louis le Pieux émet en 794 dans son palais de Jocondiacum (aujourd'hui Le Palais-sur-Vienne)[3]. Il est encore évêque en 817.
- attesté en 832 et 843 : Odacear
- attesté en 846, 849, 855, 860 : Stodilus
- attesté en 860 : Aldo
- Geito
- attesté en 870, 897, 898 : Anselmus
- 898–944 : Turpio (Turpion d'Aubusson)
- 958–963 : Ebulus II
- 969–989 : Hildegaire

On note par ailleurs dans certaines hagiographies :
- Cessateur ou Cessator ou Cessadre ou Cossadre ou Sadre († 732 ?), saint chrétien fêté le 15 novembre[4],[5].

## Évêques de l'an Mil à la Révolution française
Cette liste diffère assez peu de celle donnée par la Gallia Christiana nuova. Nous la maintenons en indiquant entre crochets les différences les plus notables, et en ajoutant le cas échéant quelques précisions.

### XIesiècle
- 990–1012 : Alduin, frère du précédent
- 1012–1020 : Géraud, neveu des deux précédents, tous trois de la proche parentèle des vicomtes de Limoges
- 1023–1051 [1052] : Jourdain de Laron
- 1052–1073 : Itier Chabot
- 1076–1086 [1080] : Guy Ier de Léron ou Laron
- 1087–1095 [1096] : Humbauld de Saint-Sèvère
- 1098–1100 : Guillaume Ier d'Uriel [milieu 1097 ou 1098]

### XIIesiècle
- 1100–1105 : Pierre Ier Viroald
- 1106–1137 : Eustorge de Scorailles[6], oncle de Gérald de Char qui lui succède[n 7].
- 1137–1177 : Gérard Ier du Cher ou Gérald de Cher ou encore Gérald de Char[7], neveu d'Eustorge qui le précède ; il meurt le 7 octobre 1177[n 7].
- 1179–1198 [1197] : Sebrand Chabot[n 8].

### XIIIesiècle
- 1198–1218 : Jean Ier de Veyrac
- 1219–1226 : Bernard Ier de Savène
- 1226–1235 : Guy II de Cluzel
- 1235– ? : Guillaume II du Puy
- v. 1240–1245 : Durand
- 1246–1272 : Aymeric Ier de La Serre
- 1275–1294 : Gilbert de Malemort

### XIVesiècle
- 1294–1316 : Raynaud de La Porte
- 1317–1324 : Gérard II Roger, parent du pape Jean XXII
- 1324–1328 : Hélie de Talleyrand-Périgord
- 1328–1343 : Roger Le Fort
- 1343–1346 : Nicolas de Besse
- 1346–1347 : Guy III de Comborn transféré à Noyon (1347-1348).
- 1348–1371 : Jean II de Cros, parent du pape Grégoire XI
- 1372–1390 : Aymeric II Chat, apparenté au pape limousin Innocent VI Etienne Aubert
- 1391–1404 : Bernard II de Bonneval

### XVesiècle
- 1404–1412 : Hugues Ier de Magnac
- 1412–? : Pierre II d'Ailly, administrateur de l'évêché
- 1414–1426 : Ranulphe de Pérusse d'Escars
- 1426–1427 : Hugues II de Rouffignac
- 1427–1456 : Pierre III de Montbrun
- 1457–1484 : Jean III de Barton, puis cardinal[8].

### XVIesiècle
- 1486–1510 : Jean IV de Barton
- 1510-1512 : Guillaume III de Barton élu par le chapitre,
- 1510–1517 : René de Prie
- 1517–1519 : Philippe de Montmorency
- 1522–1530 : Charles de Villiers de L'Isle-Adam
- 1530–1532 : Antoine Ier de Lascaris
- 1533–1541 : Jean V de Langeac
- 1541–1544 : Jean VI du Bellay
- 1546–1550 : Antoine II Sanguin de Meudon
- 1555–1558 : César des Bourguignons[9]
- 1558–1582 : Sébastien de L'Aubespine
- 1583–1587 : Jean VII de L'Aubespine

### XVIIesiècle
- 1587–1618 : Henri Ier de La Marthonie
- 1618–1627 : Raymond de La Marthonie[n 9].
- 1627–1676 : François Ier de La Fayette[10].
- 1676–1695 : Louis de Lascaris d'Urfé

### XVIIIesiècle[n 10]
- 1695–1706 : François II de Carbonnel de Canisy, retiré en 1706, mort en 1723
- 1706–1729 : Antoine III de Charpin de Genétines, retiré en 1729, mort en 1739
  - 1725–1730 : Charles Antoine de La Roche-Aymon, évêque auxiliaire
- 1729–1739 : Benjamin de L'Isle-du-Gast
- 1748–1758 : Jean-Gilles du Coëtlosquet, retiré en 1758, mort en 1784
- 1759–1801 : Louis Charles du Plessis d'Argentré, dernier évêque de Limoges d'Ancien régime ; l'évêché est supprimé en 1790

## Évêques depuis 1802
| Nom                         | Portrait | Armoiries | Date de Début | Date de fin | Notes                                                        |
| --------------------------- | -------- | --------- | ------------- | ----------- | ------------------------------------------------------------ |
| Jean-Marie-Philippe Dubourg |          |           | 1802          | 1822        |                                                              |
| Jean-Gaston de Pins         |          |           | 1822          | 1824        | transféré à l'archevêché titulaire d'Amasea (de) (1824)      |
| Prosper de Tournefort       |          |           | 1825          | 1844        |                                                              |
| Bernard Buissas             |          |           | 1844          | 1856        |                                                              |
| Florian-Jules-Félix Desprez |          |           | 1857          | 1859        | *transféré à Toulouse (1859)                                 |
| Félix-Pierre Fruchaud       |          |           | 1859          | 1871        | transféré à Tours (1871)                                     |
| Alfred Duquesnay            |          |           | 1871          | 1880        | transféré à Cambrai (1880)                                   |
| Pierre-Henri Lamazou        |          |           | 1881          | 1883        | transféré à Amiens (1883)                                    |
| Benjamin Joseph Blanger     |          |           | 1883          | 1887        |                                                              |
| Firmin-Léon-Joseph Renouard |          |           | 1888          | 1913        |                                                              |
| Hector Quilliet             |          |           | 1913          | 1920        | transféré à Lille (1920)                                     |
| Alfred Flocard              |          |           | 1920          | 1938        |                                                              |
| Louis Paul Rastouil         |          |           | 1938          | 1966        |                                                              |
| Henri Gufflet               |          |           | 1966          | 1988        | retiré en 1988, précédemment évêque titulaire de Calama (de) |
| Léon Soulier                |          |           | 1988          | 2000        | retiré en 2000                                               |
| Christophe Dufour           |          |           | 2000          | 2008        | transféré à Aix (2008)                                       |
| François Kalist             |          |           | 2009          | 2016        | transféré à Clermont (2016)                                  |
| Pierre-Antoine Bozo         |          |           | 2017          | 2025        | transféré à La Rochelle en tant que coadjuteur (2025)        |